# چیل (توف)
شهرستان چیل (به زبان مغولی: Цээл сум، [Ceel sum]؛ ᠴᠡᠭᠡᠯ ᠰᠤᠮᠤ، [čegel sumu]) یک شهرستان (سُوم) در مغولستان است که در استان توف واقع شده‌است.

## تقسیمات اداری
شهرستان چیل متشکل از ۵ قصبه (باغ) می‌باشد، شامل:
- اورگیل(مغولی: Оргил баг، [Orgil bag]؛ ᠣᠷᠭᠢᠯ ᠪᠠᠭ، [orgil baɣ])
- تالین‌خایرخان  (مغولی: Талын хайрхан баг، [Talyn xajrxan bag]؛ ᠲᠠᠯ᠎ᠠ ᠢᠢᠨ ᠬᠠᠶᠢᠷᠬᠠᠨ ᠪᠠᠭ، [tal-a-yin qayirqan baɣ])
- خولِی‌خان (مغولی: Хүүлэй хан баг، [Xüülej xan bag]؛ ᠬᠦᠦᠯᠡᠭᠡᠢ ᠬᠠᠩ ᠪᠠᠭ، [küülegeyi qaŋ baɣ])
- سول‌بوغا (مغولی: Сүүл буга баг، [Süül buga bag]؛ ᠰᠡᠭᠦᠯ ᠪᠣᠭᠣ ᠪᠠᠭ، [segül boɣo baɣ])
- مایخان (مغولی: Майхан баг، [Majxan bag]؛ ᠮᠠᠶᠢᠬᠠᠨ ᠪᠠᠭ، [mayiqan baɣ])